# Родригес Петрини, Николас
Никола́с Родри́гес Петри́ни (исп. Nicolás Rodríguez Petrini; род. 20 августа 1998, Монтевидео) — уругвайский футболист, защитник клуба «Хувентуд Лас-Пьедрас».

## Клубная карьера
Родригес — воспитанник столичного клуба «Насьональ». Он так и не дебютировал за основной состав и в 2019 году был отдан в аренду в «Суд Америку». 7 мая в матче против «Вилья Эспаньола» он дебютировал в уругвайской Сегунде. В 2020 году Родригес перешёл в «Хувентуд Лас-Пьедрас». 13 августа в матче против «Вилья-Тереса» он дебютировал за новую команду. 22 сентября в поединке против «Атенас» Николас забил свой первый гол за «Хувентуд Лас-Пьедрас». 
Летом 2022 года Родригес перешёл в «Ливерпуль». 8 августа в матче против «Альбиона» он дебютировал в уругвайской Примере. По окончании аренды игрок вернулся в Хувентуд Лас-Пьедрас.  

## Международная карьера
В начале 2015 года Родригес в составе юношеской сборной Уругвая принял участие в юношеском чемпионате Южной Америки в Парагвае. На турнире он сыграл в матчах против команд Боливии, Чили, Колумбии, Бразилии, Парагвая и дважды против Аргентины и Эквадора. В поединке против боливийцев Николас сделал «дубль».
В 2017 года Родригес в составе молодёжной сборной Уругвая выиграл молодёжный чемпионат Южной Америки в Эквадоре. На турнире он сыграл в матче против команды Боливии.

## Достижения
Уругвай (до 20)
- Чемпионат Южной Америки среди молодёжных команд — 2017